# Joaquín Vázquez
Joaquín Vázquez, född 26 augusti 1897 i Badajoz, död 21 oktober 1965, var en spansk fotbollsspelare.
Vázquez blev olympisk silvermedaljör i fotboll vid sommarspelen 1920 i Antwerpen.